# Lotte Spira
Lotte Spira, gebürtig Wilhelmine Emilie Charlotte Andresen, auch Lotte Spira-Andresen (* 24. April 1881 in Berlin, Deutsches Kaiserreich; † 18. Dezember 1943 ebenda), war eine deutsche Schauspielerin.

## Leben
Die gebürtige Charlotte Andresen trat erstmals 1904 am Berliner Lustspielhaus auf. In den 1920er Jahren erhielt sie auch einige kleine Filmrollen. Erst in späteren Jahren mehrten sich die Filmangebote. Lotte Spira spielte hauptsächlich gut-bürgerliche Damen der Gesellschaft. Sie stand auch weiterhin auf der Bühne am Thalia-Theater, am Theater am Admiralspalast und zuletzt am Rose-Theater.
Von besonderer Bedeutung ist Lotte Spiras Familienleben. Am 20. Dezember 1905 heiratete sie in Hamburg den Wiener Schauspieler und späteren Stummfilm-Star Fritz Spira. Aus dieser Ehe stammen die Schauspielerinnen Steffie Spira und Camilla Spira. Auf Druck der Nazis wurde die Ehe mit ihrem als Jude geltenden Ehemann, der 1933 ins Ausland geflohen war, 1934 geschieden. Ihre verhaftete Tochter Camilla Spira, die im Durchgangslager Westerbork für den Transport in ein Vernichtungslager vorgemerkt war, konnte sie vorerst bis zur endgültigen Klärung davor bewahren, indem sie behauptete, dass diese angeblich das Kind einer Verbindung mit einem Christen sei.
Lotte Spira starb 1943 an der Zuckerkrankheit und Kreislaufversagen.

## Filmografie (Auswahl)
- 1915: Das Rätsel von Sensenheim
- 1922: Hallig Hooge
- 1923: Der Geldteufel
- 1927: Im Luxuszug
- 1927: Der falsche Prinz
- 1927: Der Fahnenträger von Sedan
- 1929: Liebeswalzer
- 1930: Rosenmontag
- 1930: Aschermittwoch
- 1931: Wäsche – Waschen – Wohlergehen
- 1932: Unmögliche Liebe
- 1933: Liebelei
- 1933: Skandal in Budapest
- 1934: Hermine und die sieben Aufrechten
- 1935: Viktoria
- 1935: Stradivari
- 1935: Pole Poppenspäler
- 1935: Lady Windermeres Fächer
- 1936: Mädchenjahre einer Königin
- 1936: Konfetti (Confetti)
- 1936: Rolf hat ein Geheimnis (Kurz-Spielfilm)
- 1936: Gleisdreieck
- 1936: Annemarie
- 1936: Es geht um mein Leben
- 1936: Die Unbekannte
- 1937: Die Kreutzersonate
- 1937: Streit um den Knaben Jo
- 1937: Kapriolen
- 1937: Der Unwiderstehliche
- 1937: Der Berg ruft
- 1938: Kleiner Mann – ganz groß
- 1939: Bel Ami
- 1939: Die Reise nach Tilsit
- 1939: Eine kleine Nachtmusik
- 1939: Der Gouverneur
- 1939: Das Ekel
- 1939: Frau am Steuer
- 1940: Die lustigen Vagabunden
- 1940: Links der Isar – rechts der Spree
- 1941: Sechs Tage Heimaturlaub
- 1943: Zirkus Renz
- 1944: Die Frau meiner Träume